# Francesco Iannelli
Francesco Iannelli (Napoli, 24 settembre 1924 – Roma, 23 maggio 2012) è stato un politico e magistrato italiano.

## Biografia
Magistrato, lavora prima in Corte d'appello come addetto al Segretariato generale della Presidenza della Repubblica, in qualità di capo dell'Ufficio studi giuridici, successivamente è presidente del Tribunale amministrativo regionale. 
Nel 1968 viene eletto al Senato con il PSI-PSDI Unificati, nel 1970 confluisce nel Partito Socialista Unitario e un anno dopo nel Partito Socialista Democratico Italiano, di cui è capogruppo a Palazzo Madama, sino alla fine della Legislatura nel 1972.
Viene poi rieletto al Senato con il Partito Socialista Italiano nel 1979. Ricandidato alle elezioni del 1983, non risulta eletto, ma diventa senatore il 21 marzo 1984 dopo la morte del collega Enrico Quaranta. Conclude il proprio mandato parlamentare nel 1987.
Muore all'età di 87 anni, nel maggio 2012.